# Library of Congress Control Number

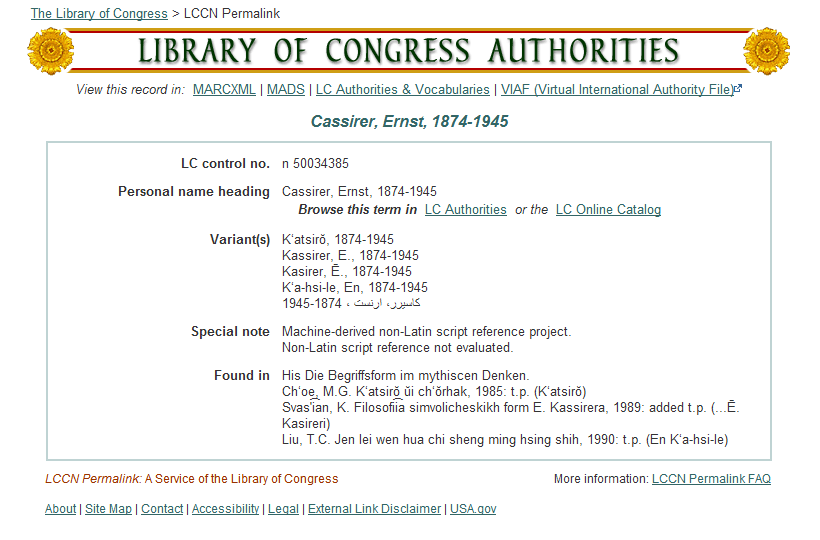
voorbeeld van LCCN-gebruik in screenshot van de website Library of Congress

Library of Congress Control Number (LCCN) is een identifier die wordt uitgegeven door de Amerikaanse Library of Congress.
Dit kan als tegenhanger van ISBN gebruikt worden en moet ook niet verward worden met Library of Congress-Classificatie (LCC).
Gebaseerd op de structuur van de LCCN is de Library of Congress Name Authority File (LCNAF), een tegenhanger van Gemeinsame Normdatei (GND).
Het Library of Congress Control Number kan ook in permalinks gebruikt worden.
Bij het WikiData-project kan LCCN als verklaring bij de lemma's worden gebruikt.
Een voorbeeld van een LCCN van Vincent van Gogh:Q5582 is n79022935.

## Geschiedenis
Oorspronkelijk sprak men van Library of Congress Catalog Card Number. Dit nummersysteem is sinds 1898 in gebruik.
Voor 2000 werd een tweecijferige jaartalaanduiding gebruikt (structuur A) en vanaf begin 2001 een viercijferige jaartalaanduiding (structuur B), 
waarmee de dubbelzinnige jaartallen als 1898 te onderscheiden zijn door de grootte van het serienummer.
Tussen de jaren 1969 en 1972 is een mislukt experiment geweest, waardoor deze nummers met een "7" kunnen beginnen.
Door de jaren heen zijn er ontwikkelingen geweest die genormaliseerd worden tot één standaardaanduiding.

## Structuur
De structuur van LCCN ziet er als volgt uit:
| LCCN structuur A (1898 - 2000) | LCCN structuur A (1898 - 2000) | LCCN structuur A (1898 - 2000) |
| naam element                   | aantal karakters               | positie                        |
| ------------------------------ | ------------------------------ | ------------------------------ |
| voorvoegsel (letter)           | 3                              | 00-02                          |
| jaar                           | 2                              | 03-04                          |
| serienummer                    | 6                              | 05-10                          |
| supplement                     | 1                              | 11                             |
| achtervoegsel                  | variabel                       | 12-n                           |
| revisie                        | variabel                       | 12-n                           |

Voorbeeld: n79-51955
| LCCN structuur B (2001 - ) | LCCN structuur B (2001 - ) | LCCN structuur B (2001 - ) |
| naam element               | aantal karakters           | positie                    |
| -------------------------- | -------------------------- | -------------------------- |
| voorvoegsel (letter)       | 2                          | 00-01                      |
| jaar                       | 4                          | 02-05                      |
| serienummer                | 6                          | 06-11                      |

Voorbeeld: n2001-50284